# トム・ロバーツ (画家)
トム・ロバーツもしくはトーマス・ウィリアム・ロバーツ（Thomas William Roberts、1856年3月9日 - 1931年9月14日）はイギリス生まれのオーストラリアの画家である。オーストラリア、ビクトリア州のメルボルン近郊のハイデルバーグに集まった芸術家「ハイデルバーグ派」(Heidelberg School)の画家の一人である。写実主義、印象派に属した画家である。

## 略歴
イングランド南部、ドーセット州のドーチェスターで生まれた。両親は新聞社で働いていたが、1869年にオーストラリアに移住し、メルボルンの近郊に住んだ。スイス出身で1865年からオーストラリアに住む画家ルイ・ビュベロから美術を学び、後に画家となるフレデリック・マッカビン(Frederick McCubbin:1855-1917)と友人になった。
美術の勉強のためにイギリスに戻り1881年から1884年の間、ロイヤル・アカデミー・オブ・アーツの美術学校で学んだ。1883年にはオーストラリアの画家、ジョン・ピーター・ラッセルとスペインを旅し、スペインの印象派の画家バラウ(Laureano Barrau :1863-1957)やラモン・カザス(1866-1932)と知り合った。ヨーロッパではジュール・バスティアン＝ルパージュやジェームズ・マクニール・ホイッスラーの影響を受けた。
オーストラリアに帰国し、メルボルンにスタジオを開き、1885年からボックスヒルやハイデルバーグなどの風景を描くことになった。ハイデルバーグでは、マカビンやアーサー・ストリートン(1867-1943)、チャールズ・コンダー(1868-1909)といった画家と一緒に創作を行い、これらの画家は「ハイデルバーグ派」と称されることになった。
印象派の影響を受けている作品もあるが、写実的な作風の作品も見られる。

## 作品
- 『雄羊の毛刈り』 (1890)
- "Bailed Up" (1895)
- 「最初の議会の開会式」(1903)

- "Coming South"
- "Portret of Florence"
- "Lady with a Parasol"
- "Going home"